# Sein Lwin
Sein Lwin (Kawkayin, 27 gennaio 1924 – Yangon, 9 aprile 2004) è stato un generale e politico birmano.
È stato il sesto Presidente delle Birmania, in carica per soli 17 giorni dal luglio all'agosto 1988.
Nel 1962, quando lavorava come uomo per l'esercito, fu tra i principali responsabili di una spietata repressione contro un gruppo di studenti universitari che protestano contro il regime del generale Ne Win, repressione che portò alla morte di molti ragazzi. Dopo che fu nominato Presidente, nel 1988, vi fu un'altra serie di proteste che vennero represse con ulteriori violenze che portarono alla morte di centinaia di persone. Alla fine Lwin si dimise dopo 17 giorni.